# Togliatti Challenger 2004
Il Togliatti Challenger 2004 è stato un torneo di tennis facente parte della categoria ATP Challenger Series nell'ambito dell'ATP Challenger Series 2004. Il torneo si è giocato a Togliatti in Russia dal 26 luglio al 1º agosto 2004 su campi in cemento.

## Vincitori

### Singolare
Jo-Wilfried Tsonga ha battuto in finale  Ladislav Švarc con il punteggio di 6–3, 7–6(2)

### Doppio
Tejmuraz Gabašvili /  Dmitri Vlasov hanno battuto in finale  James Auckland /  Ladislav Švarc con il punteggio di 6–3, 5–7, 6–4